# Aldo Bricco
Aldo Bricco, nome di battaglia "Cèntina" (Pinerolo, 1º giugno 1913 – Pinerolo, 2 luglio 2004), è stato un generale e partigiano italiano.
Ufficiale del Corpo degli Alpini, aveva combattuto sul fronte orientale durante la seconda guerra mondiale. Dopo l'armistizio dell'8 settembre 1943 entrò nel movimento di resistenza ai nazifascisti, e fu l'unico dei sopravvissuti all'eccidio di Porzûs, in cui diciassette partigiani della Brigata Osoppo furono uccisi da un gruppo di partigiani comunisti.

## Biografia
Nacque a Pinerolo il 1º giugno 1913, figlio di Agostino e Lucia Gardiol. Arruolatosi nel Regio Esercito, con l'entrata in guerra del Regno d'Italia, avvenuta il 10 giugno 1940, combatte durante la battaglia delle Alpi Occidentali come tenente del 2º Reggimento alpini, venendo decorato con una Croce di guerra al valor militare. Promosso Capitano partì per il fronte orientale al comando della 6ª Compagnia del battaglione "Tolmezzo", inquadrato nell'8° Reggimento della 3ª Divisione alpina "Julia". Tra il dicembre 1942 e il gennaio 1943 fu insignito di una Medaglia d'argento “sul campo” e una di Medaglia di bronzo al valor militare per essersi distinto durante la seconda battaglia difensiva del Don.
Rientrato in Italia, maturò sentimenti antifascisti e dopo l'8 settembre 1943 si unì alla Resistenza, entrando insieme ad altri ufficiali degli alpini a far parte delle Brigate Osoppo, formazioni di ispirazione cattolica e liberale operanti in Friuli. Agli inizi del febbraio 1945 fu incaricato di sostituire il capitano Francesco De Gregori "Bolla" al comando del Gruppo Brigate Osoppo dell'Est, dislocato in un gruppo di malghe sul monte Topli Uork, nei pressi del confine con la Slovenia. Accompagnato da un gruppo di partigiani – tra cui il giovane Guido Pasolini "Ermes" – raggiunse la località la sera del 6 febbraio, trovandosi quindi coinvolto il giorno successivo nell'eccidio di Porzûs, allorché circa cento partigiani comunisti, guidati dal comandante gappista Mario Toffanin "Giacca", si introdussero con l'inganno nelle malghe e attaccarono gli osovani ivi stanziati.
In base alle sue dichiarazioni, al momento dell'arrivo della colonna di Toffanin, Bricco si trovava alla "malga comando" insieme a De Gregori, con il quale ebbe appena il tempo di effettuare lo scambio di consegne. Incontro a Toffanin e ai suoi uomini – che, divisi in gruppi, si fingevano partigiani garibaldini e osovani scampati a un rastrellamento e civili in difficoltà – De Gregori inviò il delegato politico azionista Gastone Valente "Enea" che, giunto dai gappisti, fece consegnare al comandante un biglietto con scritto che quegli uomini gli avevano fatto «una pessima impressione». A quel punto, Toffanin fece disarmare e arrestare Valente e gli altri osovani presenti e poi attese De Gregori, che arrivò in un secondo momento insieme a Bricco e altri partigiani. Avvicinatosi ai gappisti, anche il gruppo di De Gregori fu disarmato da tre o quattro uomini armati di mitra, uno dei quali si avventò contro Bricco insultandolo e colpendolo al volto. Spinto contro la parete di una malga, Bricco intravide un varco tra i gappisti e si lanciò nella fuga inseguito da raffiche di mitra, venendo colpito da sei proiettili alla schiena. Continuò a correre finché, giunto di fronte a un dirupo, si gettò rimanendo illeso dalla caduta di circa sette-otto metri grazie alla neve depositata sul fondo. Molti anni dopo, rievocò quei momenti con queste parole:
Dopo essere stato ulteriormente bersagliato da due uomini armati di mitra, fu ritenuto morto e riuscì ad allontanarsi raggiungendo con molta fatica il vicino paese di Robedischis, dove era presente un comando del IX Korpus sloveno. Ai partigiani sloveni raccontò di essere stato ferito in un agguato fascista: inizialmente creduto, fu medicato e adagiato su un pagliericcio. Nelle varie ricostruzioni dell'accaduto, Bricco dichiarò più volte di aver fornito agli sloveni l'erronea versione dei fatti dell'attacco fascista in buona fede, credendo realmente che gli aggressori della Osoppo a Porzûs fossero militi della RSI camuffati da partigiani e non immaginando che potessero essere partigiani comunisti. Unicamente nella testimonianza resa al processo di Lucca del 1951 affermò di aver messo in atto «un espediente», aggiungendo comunque «mai potevo immaginare che si trattasse di un colpo sinistro dei garibaldini».
L'indomani fu arrestato dagli sloveni insospettitisi, ma venne liberato da un inviato della Osoppo – un maestro della zona che parlava sloveno – grazie a un salvacondotto. In seguito riuscì di nascosto a raggiungere le file osovane mentre i partigiani del IX Korpus intraprendevano una vana caccia all'uomo per riprenderlo. Fu sulla base delle sue dichiarazioni che il 25 febbraio 1945 gli osovani stilarono la prima relazione sul massacro.
Nel corso dei processi per l'eccidio degli anni cinquanta, Bricco fu insieme a Leo Patussi "Tin" e Gaetano Valente "Cassino", due osovani che erano stati risparmiati accettando di passare nei GAP, il principale accusatore di Toffanin e gli altri partigiani comunisti imputati, sui quali gravava tra gli altri capi d'accusa quello di concorso in tentato omicidio aggravato ai suoi danni.
Continuò negli anni successivi la carriera di ufficiale degli alpini: nel 1956, quando ricopriva il grado di tenente colonnello, fu nominato responsabile dei trasporti dei VII Giochi olimpici invernali svoltisi a Cortina d'Ampezzo, e con quello di Colonnello ricoprì l'incarico di comandante della Caserma “Cantore” di Pordenone, sede dell'11º gruppo alpini da posizione. 
Andò poi in pensione con il grado di generale di brigata, venendo promosso successivamente Generale di corpo d'armata a titolo onorario. Si spense a Pinerolo il 2 luglio 2004, lasciando la moglie Nella e i figli Piero e Paolo.
Nel film del 1997 Porzûs, diretto da Renzo Martinelli, è ispirato a Bricco il personaggio di Umberto Pautassi "Storno", interpretato da giovane da Lorenzo Flaherty e da anziano da Gabriele Ferzetti. Invitato da Martinelli a partecipare alla prima del film alla 54ª Mostra del Cinema di Venezia, Bricco rifiutò e dichiarò la propria contrarietà al film: «Dopo tanti anni, su questa vicenda bisognava mettere una pietra: è un triste passato da non rivangare».

### Periodici
- Generale C.A. Michele Fornaris, in Tranta sold, n. 1, Pinerolo, Associazione Nazionale Alpini sezione di Pinerolo, marzo 2013,  p. 8.
- Pietro Ceolin, 11º Gruppo alpini da posizione, in La più bela fameja, n. 2, Pordenone, Associazione Nazionale Alpini sezione di Pordenone, giugno 2014,  pp. 29-30.

### DVD
- Paolo Strazzolini, Udine nella memoria – 1945. Da Porzûs a Bosco Romagno. L'eccidio alle malghe di Topli Uork. I fatti, i luoghi, i personaggi, Comune di Udine – Comune di Attimis, Udine, 2008.